# Bâtiment du vieux lycée de Svilajnac
Le bâtiment du vieux lycée à Svilajnac (en serbe cyrillique : Зграда Старе гимназије у Свилајнцу ; en serbe latin : Zgrada Stare gimnazije u Svilajncu) se trouve à Svilajnac, dans le district de Pomoravlje, en Serbie. Il est inscrit sur la liste des monuments culturels protégés de la république de Serbie (identifiant no SK 1682),,.

## Présentation
Le bâtiment a été construit de 1875 à 1877 pour abriter une école élémentaire mais, immédiatement après l'ouverture, il est devenu un lycée secondaire (en serbe : realka) ; la partie avec l'entrée actuelle a été ajoutée en 1935 et le bâtiment a alors accueilli le lycée général de la ville,.
De plan rectangulaire, il se compose d'un rez-de-chaussée et d'un étage ; les murs sont construits en pierres et en briques et une structure en bois sépare les niveaux,. Le toit à quatre pans est recouvert de tuiles,.